# さかさま世界/Once Upon a Time -キボウノウタ-
「さかさま世界/Once Upon a Time -キボウノウタ-」（さかさませかい / ワンス アポン ア タイム キボウノウタ）は、中川翔子の17枚目のシングル。2013年12月11日にSony Recordsから発売された。

## 概要
前作「続 混沌」から6か月ぶりのシングル。発売形態はCD＋DVDの初回生産限定盤A/Bと通常盤の3種。両A面シングルは12枚目のシングル「フライングヒューマノイド」以来。またシングルがオリコン週間チャートTOP10に入るのも12枚目以来4作ぶりで通算11作目。
封入特典は「パズドラZ」のゲーム内で使用できる2種の特典コード付きアザージャケット。対象店舗で買うと先着で「mmtsイヤホンジャック」がプレゼントされる。
ジャケットは髪の毛でクリスマスツリーを表現した「もみの毛」という斬新なビジュアルになっている
表題曲2曲は2013年9月27日から開催された混沌Zツアーで披露された。カップリングの「Satellite Girl」は2013年7月7日に配信限定で発売されていた。

## 収録曲
CD
1. さかさま世界 [4:17]
作詞：岩里祐穂/作曲：伊藤賢治/編曲：シライシ紗トリ
  - ニンテンドー3DS『パズドラZ』主題歌
2. Once Upon a Time -キボウノウタ- [4:10]
作詞：岩里祐穂/作曲・編曲：シライシ紗トリ
  - NHK BSプレミアム 海外ドラマ『ワンス・アポン・ア・タイム』日本版エンディングテーマ
3. Satellite Girl [4:24]
作詞・作曲・編曲：DECO*27
  - プラネタリウム『しょこたんのワンダー宇宙』テーマソング
4. さかさま世界 (instrumental)
5. Once Upon a Time -キボウノウタ- (instrumental)
6. Satellite Girl (instrumental)

初回生産限定盤A・通常盤とBでは「さかさま世界」と「Once Upon a Time -キボウノウタ-」のトラックが逆になっている。
DVD
1. 初回生産限定盤A
さかさま世界 [Music clip]
空色デイズ〜SHOKO NAKAGAWA LIVE TOUR 2013 混沌Zツアー @10/6 Zepp Sapporo～
2. 初回生産限定盤B
Once Upon a Time -キボウノウタ- [Music clip]
紅恋毒蝕〜SHOKO NAKAGAWA LIVE TOUR 2013 混沌Zツアー @10/6 Zepp Sapporo～